# Wufeng (Yichang)
Wufeng (en chino, 五峰; pinyin, Wǔfēng (escuchar)ⓘ) es un condado autónomo bajo la administración directa de la Prefectura Yichang en la Provincia de Hubei, República Popular China.  Su área es de 2368 km² y su población total para 2016 superó los 200 mil habitantes. 

## Administración
Desde junio de 2020, el condado Wufeng se divide en 3 pueblos administrados en villas.

## Toponimia
El topónimo Wufeng [/u-fəng/] significa "cinco picos". En 1735 durante la dinastía Qing se estableció el Condado Changle (长乐县). En 1914, pasó a llamarse Wufeng porque tenía el mismo nombre que el condado Changle de Fujian, y recibió el nombre de la montaña Wufeng (五峰山) que yace junto a la capital del condado.
Como las otras regiones autónomas, se caracteriza por estar asociada a un grupo étnico minoritario, en este caso, los tujia. La región recibió la condición de "autónomo" cuando se estableció el Condado autónomo tujia de Wufeng el 13 de julio de 1984.